# Breakestra
Breakestra es una banda de funk formada en Los Ángeles, California por Miles Tackett en 1996.
Después de lanzar varios EP y dos álbumes de versiones y breaks, Breakestra lanzó Hit the Floor su primer álbum compuesto únicamente por temas originales mezclando funk, rap y soul.

## Biografía

### El inicio
Breakestra comenzó como la banda del legendario club The Breaks. Su nombre proviene de la combinación de break y akestra (término acuñado por Sun Ra para llamar a las bandas de funk. El germen de Breakestra proviene de las muchas jam sessions experimentales que se producían en Los Ángeles después de las revueltas del 92, que fusionaban géneros como el funk, jazz, rap, rock y soul acústico resultando en una música multicultural e innovadora. La amistad fraguada en estas jams entre Miles Tackett, Mixmaster Wolf, Cut Chemist, Peanut Butter Wolf, Carlos Guaico y muchos otros fueron la semilla para varios clubs y dos sellos independientes (Stones Throw Records). Miembros de la formación original de Breakestra han tocado o escrito temas para Black Eyed Peas, Macy Gray, The Rebirth o Dakah.

### Inspiración
La inspiración de Miles para fundar la Breakestra le llegó cuando se enamoró del rap escuchando grupos como Jungle Brothers y álbum históricos como el Critical Beatdown de Ultramagnetic MC's a finales de la década de los 80, la era en la que breaks de batería y samples de funk vieron la luz por primera vez. Estos samples tocaron muy de cerca a Miles ya que su padre, Freddie Tackett, forma parte de la banda Little Feat y escribió el tema Fool Yourself. Posteriormente A Tribe Called Quest samplearon las baterías de este tema en su Bonita Applebaum.

A partir de ver a DJs como Cut Chemist o Mix Master Wolf mezclar breaks de funk y discos de soul, Miles tuvo la idea de crear una banda que pudiera simular en directo la mezcla de breaks en lugar de hacerlo con los platos. Alrededor de 1996 Miles organizaba en The Breaks jams semanalmente donde no solo instrumentalistas, si no DJs, MCs, beatboxers y breakdancers se unían a ellas. Estas jams con sus artistas favoritos fueron el germén de la Breakestra.

## Miembros
Durante una década solo dos miembros no han cambiado en la banda. Si se le pregunta a su fundador, Miles responde que "La Breakestra siempre ha sido un proyecto amorfo".

### Miembros fijos
- Miles Tackett, bajo
- Mixmaster Wolf, cantante

### Otros miembros
- Josh “Wallet” Cohen, batería
- Geoff “Double G” Gallegos, saxo y flauta
- Todd Simon, trompeta
- Paul Vargas, trompeta
- Dan Osterman, trombón
- Carlos Guaico, teclados
- Davy Chegwidden, percusión
- Dan Ubick, guitarra,
- Soulsister Demya, cantante

### Formación actual
- Mixmaster Wolf, cantante
- Pat “The Snake” Bailey, guitarra (también el guitarras de The Rebirth)
- Shawn O'Shandy, batería (de Plant Life y Orgone)
- Dan Hastie, Fender Rhodes y órgano (de Plant Life y Orgone)
- Greg Velasquez, o Chuck Prada, percusión
- James “The Penguin” King, saxofón y flauta (de Dakah y The Keystones)
- Devin Williams, o Todd Simon, trompeta
- Miles Tackett, bajo

## Discografía
- The Live Mix, Part 1 (1999)
- The Live Mix, Part 2 (2000)
- Hit The Floor (2005)
- Dusk Till Dawn (2009)